# Por ti (telenovela)
Por ti es una telenovela mexicana producida por Rafael Gutiérrez para TV Azteca, en 2002. La telenovela es una versión de la historia argentina creada por Ligia Lezama, Pasiones, siendo adaptada por Vittoria Zarattini y Bethel Flores en su primera etapa, y por Alberto Barrera en su segunda etapa. Se estrenó a través de Azteca Trece el 15 de abril de 2002 en sustitución de Cuando seas mía, y finalizó el 18 de octubre del mismo año siendo reemplazada por La duda.
Está protagonizada por Ana de la Reguera y Leonardo García, junto con Regina Torné, Francisco de la O, Claudia Islas, Andrea Noli, Rodrigo Cachero y Luis Felipe Tovar en los roles antagónicos.

## Sinopsis
María es una mujer joven, bella, valiente y noble. Entre los trabajadores de "La Rosaleda", una plantación de la familia Cortés, ha sido distinguida como una líder natural, siempre dispuesta a ayudar a los demás. Su vida ha sido feliz, hasta que se encontró atrapada en el torbellino de ambición y bajas pasiones que rodearon la muerte repentina y misteriosa del patriarca de la plantación. En un solo día, María pierde todo lo que representaba su vida y aprende que el amor tiene un sabor amargo.

## Elenco
- Ana de la Reguera - María Aldana
- Leonardo García - Antonio Cortés Orozco
- Francisco de la O - César Cortés Orozco
- Regina Torné - Francisca Orozco Vda. de Cortés
- Luis Felipe Tovar - Coronado
- Andrea Noli - Andrea Montalbán
- Rodrigo Cachero - Luis Montalbán
- Claudia Islas - Virginia de Montalbán
- Vanessa Ciangherotti - Paola de Cortés
- Gabriel Porras - José
- Fabián Corres - Fernando
- Lolo Navarro - Tomasa
- Gloria Peralta - Julieta Aldana
- Mariana Torres - Marisol Aldana
- Tamara Monserrat - Helena Cortés Orozco
- Rafael Sánchez-Navarro - Carlos Cortés
- Fernando Becerril - Arturo Montalbán
- Roberto Blandón - Omar Montalbán
- Héctor Arredondo - Franco
- Xavier Massimi - Omar
- Alberto Guerra - Bruno
- Alejandra Ley - Gloria
- Álvaro Guerrero - Jesús
- Angélica Aragón - Isabel Vda. de Aldana
- Mariana Isla - Lety
- Ana La Salvia - Diana
- Beatriz Cecilia - Verónica